# سلاوویوتسه
سلاوویوتسه (به صربی: Slavujevce) یک منطقهٔ مسکونی در صربستان است که در لسکواس واقع شده‌است. سلاوویوتسه ۴۳۱ نفر جمعیت دارد.